# Карликовая пчёлка
Карликовая пчёлка, или карликовый колибри (лат. Mellisuga minima), — птица из семейства колибри. Самый маленький вид колибри после колибри-пчёлки.

## Описание
Общая длина тела вместе с клювом составляет 6—7 см, масса самцов — 2,7 г (по другим данным не более 2—2,4 г), самок — 3,6 г. Окраска сверху и на боках бронзово-зелёная с легким металлическим блеском, снизу белая. Клюв прямой чёрный. У данного вида, предположительно, самое маленькое яйцо в мире среди птиц, длиной в среднем 1 см и весом 0,375 г.
Вокализируют с открытых насестов, довольно громко. Песня состоит из продолжительного ряда высоких пискливых с металлическим оттенком звуков.

## Распространение
Карликовая пчёлка распространена на карибских островах Ямайка и Гаити, а также мелких близлежащих островах. Обитает в субтропических или тропических дождевых низменных лесах, предпочитая старые леса. Встречается в светлых сезонных широколиственных и хвойных лесах, кустарниковых зарослях, в садах и на кофейных плантациях.

## Питание
Нектар собирает на растениях родов Pachystachys, Anacardium, Asclepias, Bourreria, Cordia, Lemaireocereus и других.

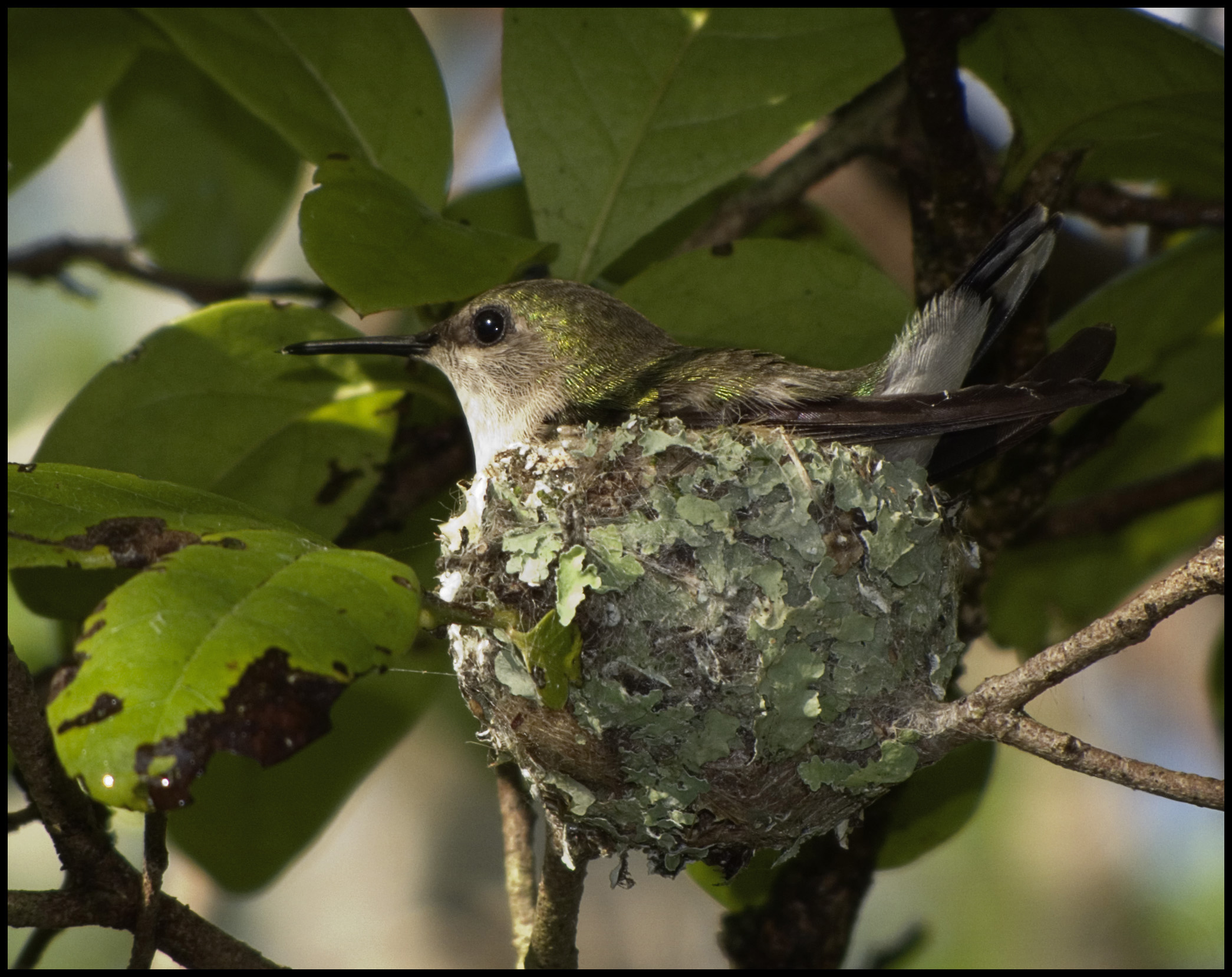
Самка карликовой колибри на гнезде

## Размножение
Размножаются круглогодично, но в основном в декабре — мае на Гаити и декабре — феврале на Ямайке. Гнёзда строят среди ветвей кустарников, часто низко над землёй.

## Подвиды
Выделяют два подвида:
- M. m. minima — Ямайка;
- M. m. vieilloti — Гаити и мелкие близлежащие острова.